# Сани (дем Касандра)
Сани (на гръцки: Σανή) е курортно селище в Егейска Македония, Гърция, в дем Касандра в административна област Централна Македония.

## География
Сани е разположено на западния бряг на полуостров Касандра - най-западният ръкав на Халкидическия полуостров, на седем километра северозападно от Касандрия. Има население от 66 души (2001). 

## История
Сани е наследник на античния град Сане. В северния край на курорта има запазена средновековна кула.
| Име       | Име       | Ново име | Ново име | Описание |
| --------- | --------- | -------- | -------- | -------- |
| Неджевлер | Νετζεβλέρ | Митери   | Μυτερή   |          |